# Овстуг
Овстуг е село (на руски: Овстуг) е село в Русия, Брянска област, Жуковски район.
Населението се състои от 716 жители според преброяването от 2010 г.
Селото е родно място на руския поет Фьодор Тютчев.